# Kari Kairamo
Kari Antero Oswald Kairamo, född 31 december 1932 i Helsingfors, död 11 december 1988 i Esbo, var en finsk företagsledare. Han är mest känd som chef för Nokia 1977–1988 då företaget omvandlades till en elektroniktillverkare.

## Biografi
Kairamos farfarsfar var läraren Alfred Kihlman från Vasa som var rektor vid Svenska normallyceum i Helsingfors och en ledande personlighet i industrialiseringen av Finland under 1800-talet.  Farfadern Oswald Kairamo antog det förfinskade efternamnet Kairamo 1906. Kairamos föräldrar var bergsrådet Aulis Oswald Kairamo och Aino Sorenza Kulvik. Han var genom sin syster svåger med Pekka Tarjanne.
Kairamo var studentledare och på Reservofficersskolan blev han ordförande för elevkåren. Kairamo var skogsindustriingenjör och arbetade för Finnmetex i Brasilien och blev sedan vd för Madden Machine Co. i New York. 1970 började han på Nokia där han 1972–1977 var han chef för bolagets verksamheter inom skog och energi. Nokias skogsverksamhet var liten jämfört med de stora finska skogsbolagen. 
Kari Kairamo blev 1977 koncernchef för industrikoncernen Nokia och ledde företaget under en av dess mest expansiva faser. Kairamo var en drivande kraft i Nokias internationalisering genom bland annat omfattande uppköp av konkurrenter. År 1979 inleddes ett samarbete med Salora för tillverkningen av så kallade radiotelefoner i det gemensamma bolaget Mobira. Nokia fick allt större framgångar på den framväxande mobiltelefonmarknaden med modeller som Talkman och Cityman under 1980-talet. Nokia deltog i skapandet av det nordiska mobilnätet NMT och kom ut på världsmarknaden med sina telefonväxlar. 
Innan Kairamo blev allmänt känd, förekom vid något tillfälle i internationella sammanhang, att han av någon blev kallad Mr. Nobody from Finland. Kairamo inledde satsningen på telekom men var även ansvarig för den ekonomiskt misslyckade satsningen på TV-tillverkning. Kairamo var mer än någon annan i det finländska näringslivet västorienterad i en period då exportmarknaden i Sovjetunionen var väldigt viktig för Finland. Han hade också god näsa för duktiga medarbetare, och var till exempel den som anställde Jorma Ollila. Han fick titeln bergsråd.
Kairamo var en av finländskt näringslivs största profiler genom tiderna och deltog aktivt i samhällsdebatten. Kairamo var framför allt engagerad i utbildning och var en sträng kritiker av Finlands utbildningssystem under 1980-talet. Kairamo deltog även i en internationella sammanslutning av personer med stort inflytande i näringslivet, vilket ledde till vänskap med bland andra Pehr G. Gyllenhammar. En period då Kairamo var väldigt pressad i Nokia ledde till hans självmord 1988.
Han är begravd på Sandudds begravningsplats i Helsingfors.

## Utmärkelser
- Riddartecknet av I klass av Finlands Vita Ros’ orden[5]

[Redigera Wikidata]